# Batralzem

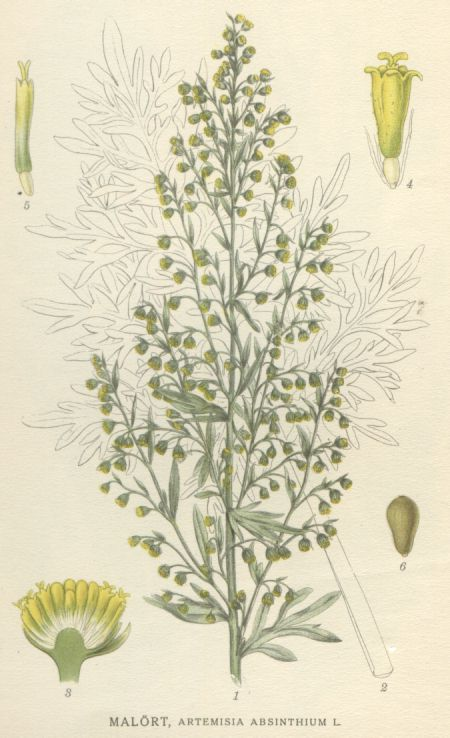
Zeichnung des Wermutkrauts

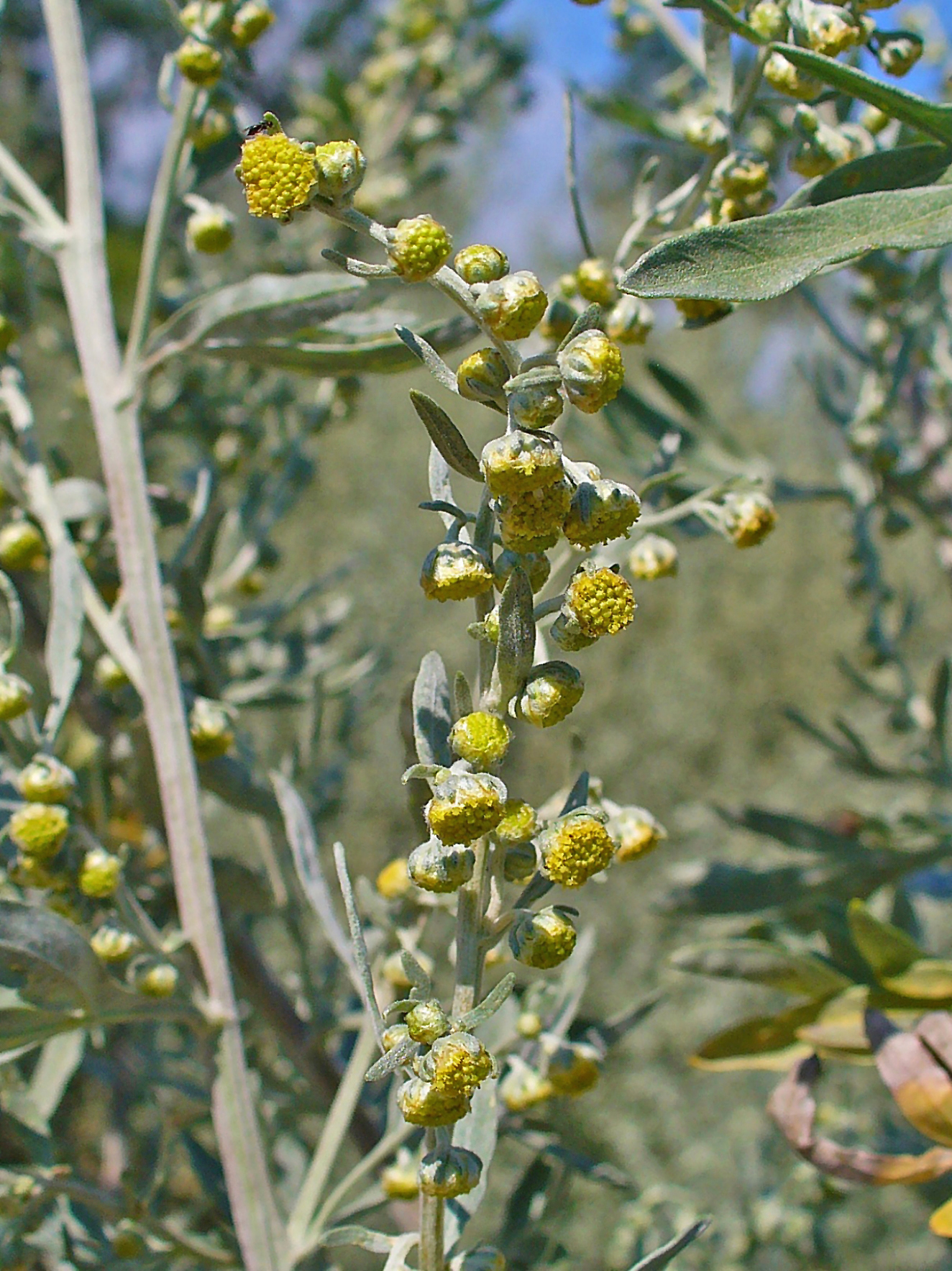
Wermutkraut

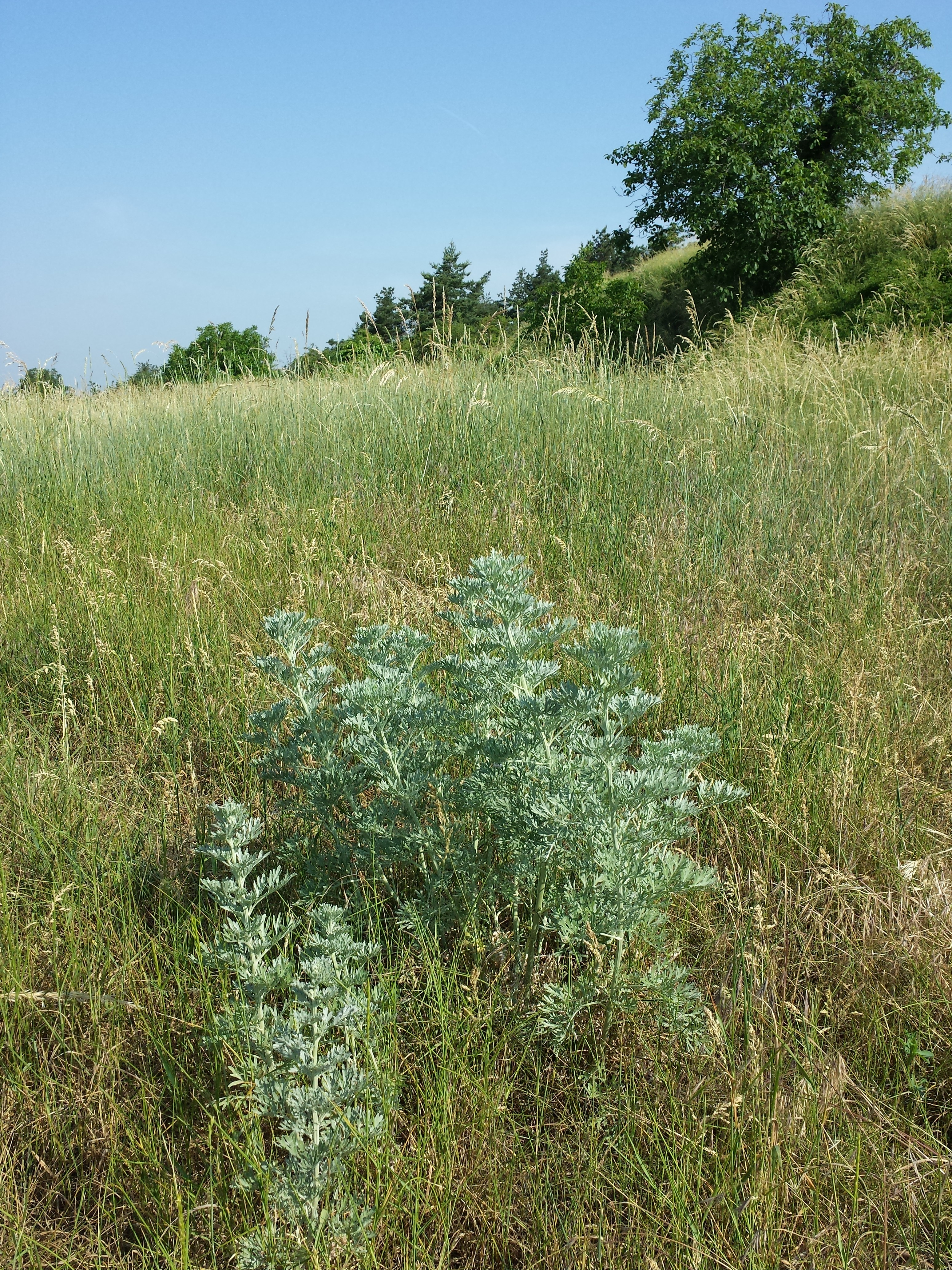
Wild wachsender Wermut, hier in Österreich

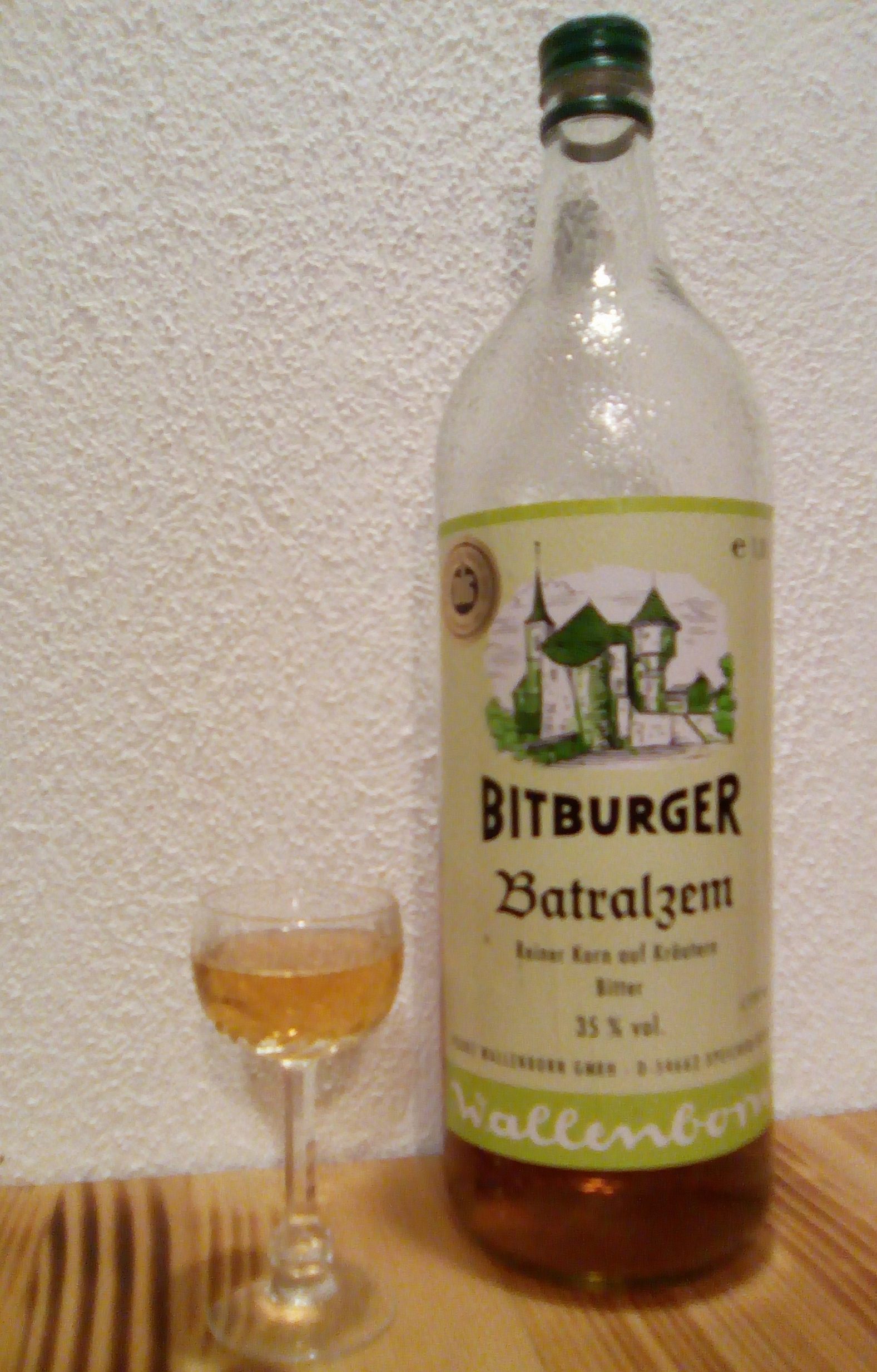
Der fertige Batralzem

Batralzem ist eine wermuthaltige Spirituose, die als regionale Spezialität in der Südeifel meist als Verdauungsschnaps getrunken wird.

## Geographische Herkunft
Das Getränk wird überwiegend im Bereich Bitburg, Speicher und Kyllburg sowohl kommerziell als auch privat hergestellt. Oft hat es den Beinamen Bitburger Batralzem, um auf die lokale Herkunft zu verweisen. Bei der Brauchtumsveranstaltung Gäßestrepper-Taufe in der Kreisstadt Bitburg ist ein Batralzem Bestandteil des Rituals.
In Luxemburg wird Batralzem ebenfalls regional im Islek hergestellt. Je nach Dialekt heißt er auch Batteralzem, Batternalzem, Battralzem, Battralsem oder Baltrazem. Im Wittlicher Raum wird er
auch umgangssprachlich als „Augenblind“ bezeichnet. Die Herkunft dieser umgangssprachlichen Bezeichnung ist unbekannt.
Die Südeifel bietet dem Wermutkraut mit sonnigen, teils felsig und trockenen Standorten gute Wachstumsbedingungen. Es wird außerdem wieder vermehrt in Eifeler Bauern- und Steingärten angebaut.

## Wortherkunft
Der Name ist vermutlich eine Verbindung des moselfränkischen Wortes batter für bitter mit dem Wortstamm Alzem der Pflanzengattung Artemisia, die Grundlage bei der Herstellung ist. Nach einer anderen Deutung ist Batralzem die Dialektfassung von bitterer Balsam.

## Herstellung
Basis ist das Wermutkraut (Artemisia absinthium L.), das jedoch wegen des zu geringen Fruchtzuckergehaltes nicht eingemaischt, vergoren und gebrannt wird. Stattdessen kommen Korndestillat und gelegentlich auch Brände aus Kernobst zur Verwendung, die auf Wermutkraut aufgesetzt werden. Beim privat hergestellten Batralzem können je nach Rezeptur weitere Kräuter, Essenzen oder Gewürze wie Zimtstangen oder Kandiszucker der Rezeptur zugefügt werden, um den eher eigenwilligen Geschmack zu verbessern.

## Beschaffenheit
Der Alkoholgehalt des kommerziell hergestellten Batralzem liegt mit etwa 35 Vol.-% sehr viel niedriger als der anderer auf Wermut basierender Schnäpse wie Absinth. Bei den in privaten Haushalten hergestellten Rezepturen kann der Alkoholgehalt aber durchaus höher liegen. Batralzem hat meist eine helle, ins Bernstein übergehende Farbe und einen charakteristischen bitteren Geruch. Wie die meisten Produkte auf Wermutbasis wirkt das Getränk positiv auf den Verdauungstrakt. Daher wird Batralzem hauptsächlich als Digestif empfohlen.

## Geschmack
Die aus dem Wermut stammenden Aromen geben dem Getränk bei einem geringen Süßegrad einen eigenwilligen ausgeprägten Bittergeschmack. Der in der Eifel lebende Autor Jacques Berndorf beschreibt Batralzem als „ein von Nicht-Eifelern kaum zu ertragendes Getränk“. Der Schriftsteller Bernd Imgrund widmet den Erfahrungsbericht über die Sanierung seines Wohnhauses in Kyllburg im Titel sogar dem Getränk.